# Marvelman
Marvelman, depois chamado de Miracleman, é um personagem de quadrinhos criado pelo ilustrador e escritor britânico Mick Anglo em 1953 para a editora Len Miller & Son. Originalmente concebido como um substituto do super-herói americano Capitão Marvel, a série continuou até 1963. Em 1982 foi revivido por Alan Moore em uma série dramática e sombria, o que distorce completamente a imagem original da simplicidade e da ingenuidade da personagem, inventando o que é considerada a primeira desconstrução do herói. Impedida a continuidade da publicação ocasionada por uma disputa legal complexa e onerosa dos vários autores, o personagem saiu de circulação por muitos anos. Em 24 de julho de 2009, a Marvel Comics adquiriu todos os direitos, prometendo relançá-lo com o nome original Marvelman. O personagem foi publicado pela primeira vez no Brasil nos anos 50 pela RGE, justamente na revista do Capitão Marvel e era chamado de Jack Marvel. Entre 1989 e 1990, a Editora Tannos publicou a versão de Alan Moore, essa fase só seria republicada novamente em 2014 pela Panini Comics.

## Marvelman: fase Mick Anglo
Em 1954, a editora norte-americana do Capitão Marvel Fawcett Comics, descontinuou o título após desistir de uma ação legal contra a DC Comics. Len Miller, que publicava os personagens da Fawcett no Reino Unido, inclusive séries em preto e branco do Capitão Marvel, contratou o escritor de quadrinhos Mick Anglo para ajudar a continuar (ou substituir) as revistas. Anglo resolveu transformar o Capitão Marvel em Marvelman enquanto Miller continuou a reprisar seus outros títulos da Fawcett usando logotipos e marcas próprios que se assemelhavam aos daquela editora. Seu desejo era mostrar que a linha da Fawcett continuava, e que o Marvelman ainda era o Capitão Marvel, tentando permanecer com os leitores.
Marvelman era muito similar ao Capitão Marvel: um jovem repórter chamado Micky Moran encontra-se com um astrofísico (no lugar de um mago) que lhe dá seus super-poderes baseados na energia atômica. Para se transformar em Marvelman, ele fala a palavra "Kimota" (foneticamente, o inverso de "atomic", usada no lugar de "Shazam"). Substituindo Capitão Marvel Jr. e Mary Marvel, Marvelman se alia a Dicky Dauntless, um mensageiro adolescente que se transforma no Young Marvelman. E Johnny Bates, que se transforma no Kid Marvelman; ambos dizem a palavra mágica "Marvelman" para ganharem os super-poderes.
As mudanças aconteceram na revista número 25 de cada título, com data da capa sendo 3 de fevereiro de 1954, embora os lançamentos tivessem sido anunciados cinco revistas antes. Os novos títulos lançados foram Marvelman, Young Marvelman e Marvelman Family. Marvelman e Young Marvelman tiveram 346 exemplares (#25-370), iniciando como publicação semanal exceto as últimas 36 revistas, com periodicidade mensal e republicação de histórias antigas. Marvelman Family trazia ocasionalmente Marvelman, Young Marvelman e Kid Marvelman juntos, de outubro de 1956 até novembro de 1959. Uma variedade de revistas Marvelman e Young Marvelman foram impressas anualmente, de 1954 até 1963. O contrato de Mick Anglo com Len Miller findou em 1960, mas os quadrinhos continuaram até fevereiro de 1963.
Em seu auge, os Marvels britânicos foram publicados na Itália, na Austrália (editor Gordon e Gotch) e no Brasil.

## Marvelman/Miracleman: fase Alan Moore

### Marvelman (emWarrior)
Em março de 1982, uma nova revista em quadrinhos britânica em preto e branco da editora Quality Communications
foi lançada com o título de Warrior (Guerreiro). Até a revista #21 (agosto de 1984), o principal herói era uma versão sombria de Marvelman, escrita por Alan Moore e ilustrada por Garry Leach e Alan Davis. Em 1983, foi publicada uma revista chamada Marvelman Special com aventuras antigas de Mick Anglo. A marca "Marvel" tornara-se propriedade da Marvel Comics, a qual, apesar de não se opor a que o Marvelman fizesse parte de uma revista de antologia como a Warrior, não queria que o nome fosse usado como título de uma revista própria e ameaçou acionar legalmente os editores britânicos. Quando o personagem foi licenciado para editoras americanas, primeiro para a Pacific Comics, que faliu, depois para a Eclipse Comics, o personagem ganhou uma revista própria mas o nome foi mudado para Miracleman. Na revista britânica, apareceu uma história com um dublê de Marvelman chamado Miracleman, para tentar explicar a mudança do nome.
Moore tinha ficado fascinado com a ideia de um Michael Moran adulto e o apresentara assim na primeira revista: casado e sofrendo com dores de cabeça, com sonhos em que pode voar mas incapaz de se lembrar da palavra que daria significado aos mesmos. Desde o princípio das suas histórias do Marvelman, Moore toca em muitos temas que caracterizaria seu trabalho posterior, inclusive o super-herói como fonte de terror, o vilão simpático e a exploração da mitologia de um personagem estabelecido.
Moran trabalhava como um repórter freelance e cobre o caso de terroristas que invadem uma usina atômica. Ao ver a palavra "atomic" refletida de forma ao contrário num vidro de uma porta, ele se lembra de "Kimota", transformando-se novamente em Marvelman e "salvando o dia". Como Marvelman, Moran lembra da sua antiga vida de super-herói, mas revistas em quadrinhos são a única evidência de que aconteceram. Sua esposa Liz encontra suas coleções com ridículas aventuras. Moran depois descobre que Johnny Bates (Kid Marvelman), não apenas sobreviveu, mas continua com seus poderes intactos. Bates, contudo, tornou-se corrupto e agora é um psicopata. Após uma brutal confrontação, Kid Marvelman diz sua palavra mágica ("Marvelman") por engano e reverte a sua identidade do garoto de 13 anos de idade Johnny Bates. Inocente mas ciente do mal que praticara como Kid Marvelman, Bates entra em choque e regride a um estado mental de catatonia.
Com a ajuda do agente do Serviço Secreto Britânico renegado Evelyn Cream, e após uma rápida luta contra um novo herói chamado Big Ben, Marvelman entra num bunker militar altamente secreto. Ele descobre os destroços de uma espaçonave alienígena, com dois esqueletos não-humanos que não foram vaporizados. Ali, Marvelman descobre um arquivo que lhe revela que sua experiência como super-herói fora uma simulação realizada como parte de um projeto de pesquisa militar chamado "Projeto Zaratustra", que buscava aperfeiçoar um corpo humano usando a tecnologia alienígena. Moran e os outros foram mantidos inconscientes, com suas mentes confundidas, alimentadas com histórias e vilões copiados das revistas em quadrinhos pelos pesquisadores, que temiam o que eles fariam se acordassem. Ao resistirem através dos sonhos o temor aumentou e decidiu-se que o projeto deveria ser encerrado e Marvelman e seus dois companheiros foram amarrados a um dispositivo nuclear, que se tornou uma armadilha real destinada a aniquilá-los. Moran sobreviveu mas sua memória foi apagada. Young Miracleman morreu e Kid Miracleman escapou usando sua velocidade. Temendo que o governo tentasse matá-lo novamente, Kid Miracleman decidiu não mais voltar a ser Johnny Bates. Enquanto isso, foi revelado que Liz havia concebido um filho com Marvelman, provavelmente o primeiro super-humano nascido na Terra.
A série acabou (incompleta) na revista #21 de Warrior, logo após Moran encontrar o arquivilão que via nos sonhos, o Dr. Gargunza (vagamente baseado no Dr. Silvana). O Gargunza real era o gênio científico por trás do experimento que criara o Marvelman. Gargunza, após trabalhar como geneticista para os nazistas, havia sido recrutado pelos britânicos após a Segunda Guerra Mundial. Deixados de lado pelos americanos e soviéticos que estavam experimentado uma corrida armamentista, os britânicos queriam usar os conhecimentos genéticos de Gargunza para desenvolverem uma nova super-arma que os colocaria em pé de igualdade com aquelas super-potências. Por coincidência, uma espaçonave se acidentara no Reino Unido em 1947 e Gargunza, usando de engenharia reversa aprendeu tecnologia suficiente para criar o Marvelmen. A tecnologia alienígena consistia em dar a alguém um segundo corpo, que ficaria preservado num campo extra-dimensional enquanto não fosse usado; quando uma palavra especial fosse dita os dois corpos trocariam de lugar no espaço e a mente seria transferida de um para o outro. Após o cancelamento do projeto, Gargunza fugiu para a América do Sul onde criaria armas bio-tecnológicas e conhecidas como "Marveldog". É revelado que Gargunza tinha um objetivo mais específico: após a morte de sua mãe, ele adquirira um complexo de mortalidade e planejava para que o filho de Marvelman fosse usado como receptáculo para sua própria consciência.

### Mudança de nome para Miracleman
Em agosto de 1985, a estadunidense Eclipse começou a publicar as histórias de Warrior, colorizadas e repaginadas. Para evitar a atenção legal da Marvel Comics, a série e seus protagonistas foram renomeados para Miracleman; Moore havia sugerido isso anteriormente como um título alternativo em sua proposta original como um nome substituto caso o editor decidisse não reviver Marvelman,  e também o havia usado na impressão para o nome de uma versão autorizada do personagem que havia aparecido brevemente em seu trabalho paralelo em Captain Britain da Marvel UK . Os envolvidos não parecem ter conhecimento do nome sendo considerado anteriormente pela Anglo, ou seu uso como o nome dado a uma série de reimpressões britânicas do Superhombre do artista no mercado espanhol . Moore inicialmente resistiu à mudança de nome devido ao fato de Marvelman ter sido anterior ao estabelecimento da Marvel Comics, mas acabou concordando, embora ele expressasse sua insatisfação com a questão em um ensaio impresso na segunda edição do título. As revistas 1-6 trouxeram o conteúdo de Warrior, depois a Eclipse começou a trazer novas histórias de Miracleman de Moore com o desenhista Chuck Beckum (codinome de Chuck Austen), depois substituido por Rick Veitch e John Totleben. Moore escreveu as aventuras até a revista 16.
O novo material do Miracleman continuou as tramas anteriores. A filha de Moran nasceu na revista  9 (polêmica por trazer uma cena do parto baseada em ilustrações médicas); duas espécies de alienígenas, a primeira chamada Warpsmiths, a segunda de Qys (responsáveis pela criação da tecnologia original da troca de corpos) chegaram a Terra; Miraclewoman surgiu; e outros nativos super-humanos foram revelados como já vivendo na Terra, como Firedrake.
Kid Miracleman retornou na revista 15 ("Nemesis") numa aventura sombria de Moore. Recuperado da catatonia mas sem seus poderes, o pequeno e frágil garoto tinha sofrido toda sorte de abusos dos outros garotos mais velhos da vizinhança. Quando um deles o estupra, o desespero de Johnny o transforma novamente em Kid Miracleman. Transtornado pela violação que sofrera, Bates inicia uma vingança que leva Londres à beira do holocausto enquanto Miracleman, Miraclewoman e seus aliados estão no Espaço.
Os excessos de Kid Miracleman chamam a atenção de Miracleman e seus aliados que retornam e se dão conta da carnificina, que ultrapassara os limites de uma forma nunca vista antes em batalhas de super-heróis. John Totleben detalhou os quadrinhos com uma chuva de mãos e pés decepados, peles queimadas misturadas com farrapos de roupas, cabeças cortadas, cadáveres impalados no Big Ben, ruinas da Ponte da Torre, carros com pessoas esmagadas, crianças mutiladas pedindo ajuda pelas ruas e incontáveis mortos.
Quando os Miracles descobrem o que acontecera, eles e os aliados alienígenas desafiam Bates. O vilão, contudo, é muitos anos mais experiente no uso de seus poderes do que os heróis, exceto Miraclewoman, que por inexplicáveis motivos ou talvez compaixão não os usa contra ele. A batalha continua com ninguém conseguindo parar Bates. Até que um dos Warpsmiths, Aza Chorn, consegue transpôr o campo de força de Bates teletransportando destroços para dentro do corpo de Kid Miracleman. Com a dor, ele volta a sua forma mortal. Sua furia é interrompida, mas como último ato Bates mata Aza Chorn. Temendo o risco de nova transformação que traria de volta aquele horror, Miracleman rápida e silenciosamente mata Johnny Bates. O "coração" de Londres estava destruído, contudo. 40 000 pessoas haviam morrido, assim como o Warpsmith Aza Chorn. E o mundo percebeu que os deuses caminhavam sobre a Terra.
O último número de Moore, o 16 ("Olympus"), traz a apoteose de Miracleman e mostra como ele e seus aliados super-humanos colocaram o planeta sob um controle totalitário. Miracleman e seus companheiros, explicitamente comparados a deuses, agora regram o planeta, com a ineficiente oposição de grupos como a aliança de cristãos e islâmicos fundamentalistas. A "Era dos Milagres" é ostensivamente benevolente, mas numa cena que mostra um diálogo final entre Miracleman e Liz, Moore sugere que Miracleman perdera a humanidade e que sua utopia era perigosa para a humanidade. O final contrasta com o da série V de Vingança, na qual o "herói" destrói uma sociedade distópica. O livro de Lance Parkin afirma que os dois finais de Moore, lidos em comparação, demonstram a recusa do escritor numa fácil resposta utopia/distopia (o final também contrasta com o de Promethea, quando um "apocalipse" expande a consciência humana e é visto como uma "cura" antes da destruição do mundo).
A noção de trazer os super-heróis para o mundo real—com personagens imensamente poderosos provocando mudanças na política global—tornou-se um tema extremamente popular na recente ficção, como em Rising Stars, Poder Supremo, The Authority, Kingdom Come e novamente Moore em Watchmen.
Na revista Warrior 4 (também chamada de Warrior Summer Special ou Especial de Verão), Moore narra como Marvelman e Aza Chorn conseguiram energia para a batalha final contra Kid Marvelman, sugerindo uma continuidade para a história.

## Miracleman: fase Neil Gaiman
Neil Gaiman planejou três livros, divididos em seis revistas cada. Os livros se chamariam "Era de Ouro", "Era de Prata" e "Era Escura".
A primeira parte, "Era de Ouro", mostra o mundo alguns anos depois: a utopia gradualmente transforma seres com a tecnologia alienígena e as regras benignas de Miracleman e outros parahumanos, trazem dúvidas de que ele fazia a coisa certa. Gaiman foca a trama menos nos heróis e mais nas pessoas que vivem nesse novo mundo, como um homem solitário que se torna um dos amantes de Miraclewoman; um espião (inspirado em um conto de J.G. Ballard chamado War Fever); e um robô duplicata de Andy Warhol.
Ao mesmo tempo que a Eclipse publicava a "Era de Ouro", foi lançada uma minissérie de três edições chamada Miracleman: Apocrypha, escrita e ilustrada por diversos artistas, segundo o modelo de Gaiman e Buckingham. Essas histórias não fizeram parte da narrativa principal.
Duas revistas da "Era de Prata" chegaram a ser lançadas mas a de número 24 foi a última. A revista 25 fora completada mas com o colapso da Eclipse, não foi lançada. Nas revistas 23 e 24, Young Miracleman ressuscitou e começara a causar problemas para o mundo idílico de Miracleman. A revista #25 reintroduziria Kid Miracleman. Poucas páginas da revista 25 puderam ser lidas na internet e no livro de George Khoury Kimota! The Miracleman Companion. A "Era Escura" deveria trazer o retorno completo de Kid Miracleman.
Durante esse período, Miracleman foi o protagonista da minissérie Total Eclipse, de Marv Wolfman e Bo Hampton, James Ritchey III e Mark Pacella (dentre outros) e arte-final de Rick Bryant.
Uma curta história de Gaiman e Mark Buckingham (chamada "Screaming") apareceu em Total Eclipse #4. Foi republicada na revista #21 e no volume "The Golden Age" em formato trade paperback.
Notas
1. 1 2  Jotapê Martins (14 de agosto de 2000). «Miracleman, o plágio que deu certo». site Omelete. Consultado em 30 de junho de 2017
2. ↑  Carlos Costa (11 de dezembro de 2014). «Miracleman chega finalmente ao Brasil». HQManiacs. Consultado em 30 de junho de 2017

Web
- «Marvelman - a mais famosa hq pirata do mundo»